# 萊恩縣 (俄勒岡州)
萊恩縣（英語：Lane County）是美国俄勒冈州西部的一個縣，西臨太平洋，面積12,229平方公里。根據2020年美國人口普查，本縣共有人口38萬2,971人。本縣縣治為尤金，成立於1851年1月29日，縣名紀念首任俄勒岡領地總督、後來代表該州的聯邦參議員約瑟夫·萊恩。
根據美国人口普查局的定義，整個萊恩縣就是「尤金-菲爾德大都市統計區」。此統計區係俄勒岡州面積第三大的統計區。

## 經濟

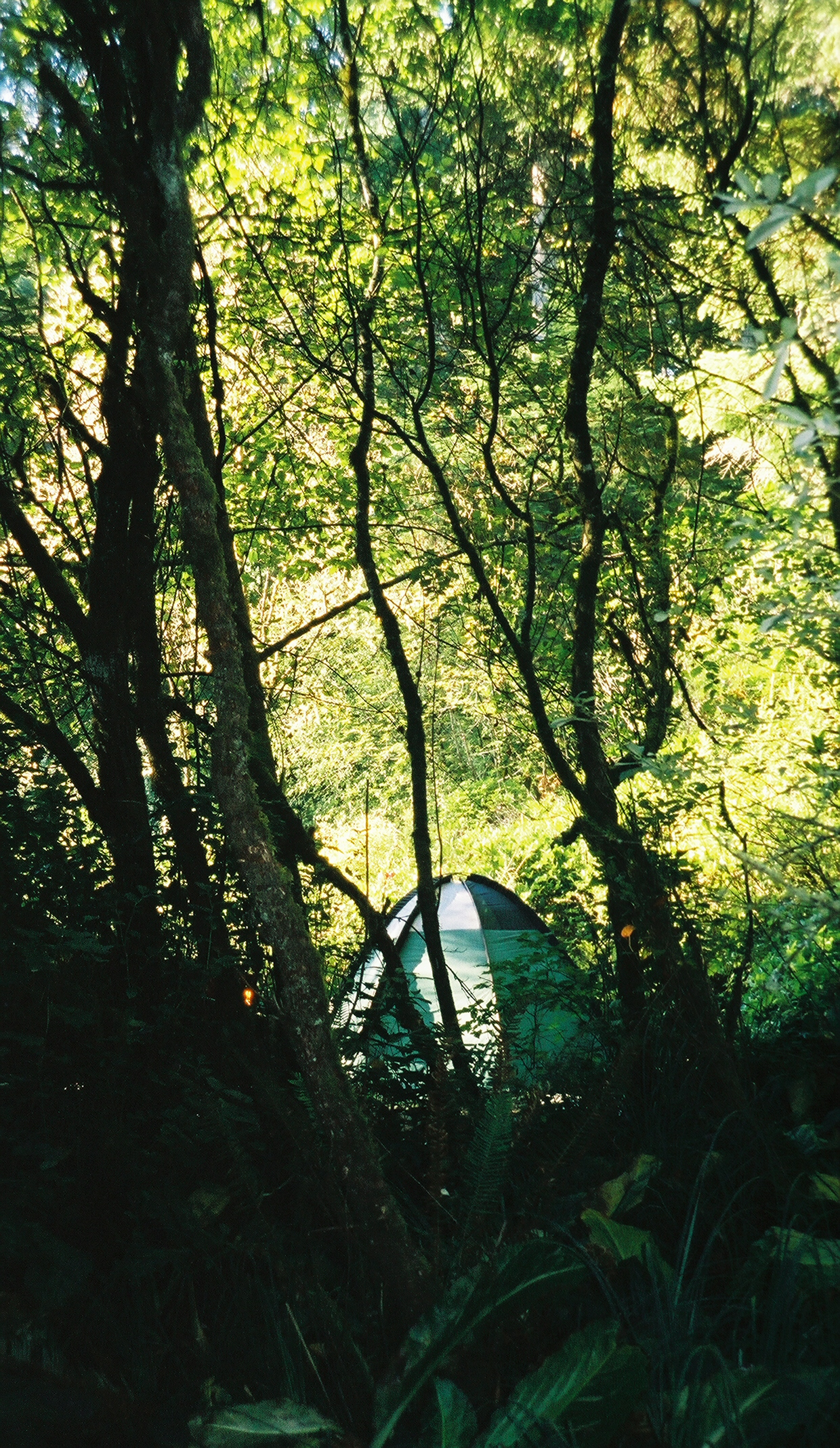
傑西·霍尼曼國家紀念公園中的營地

本縣的經濟在近年已逐漸由木材業和農業轉型至服務業，製造業，交通設備業，印刷與出版業和高科技產業。截至2008年7月，和平健康有限公司是本縣最大的私人雇主。美国国家森林局擁有本縣約48%面積，並一直都在資助縣政府提供基本的政府服務。

## 地理

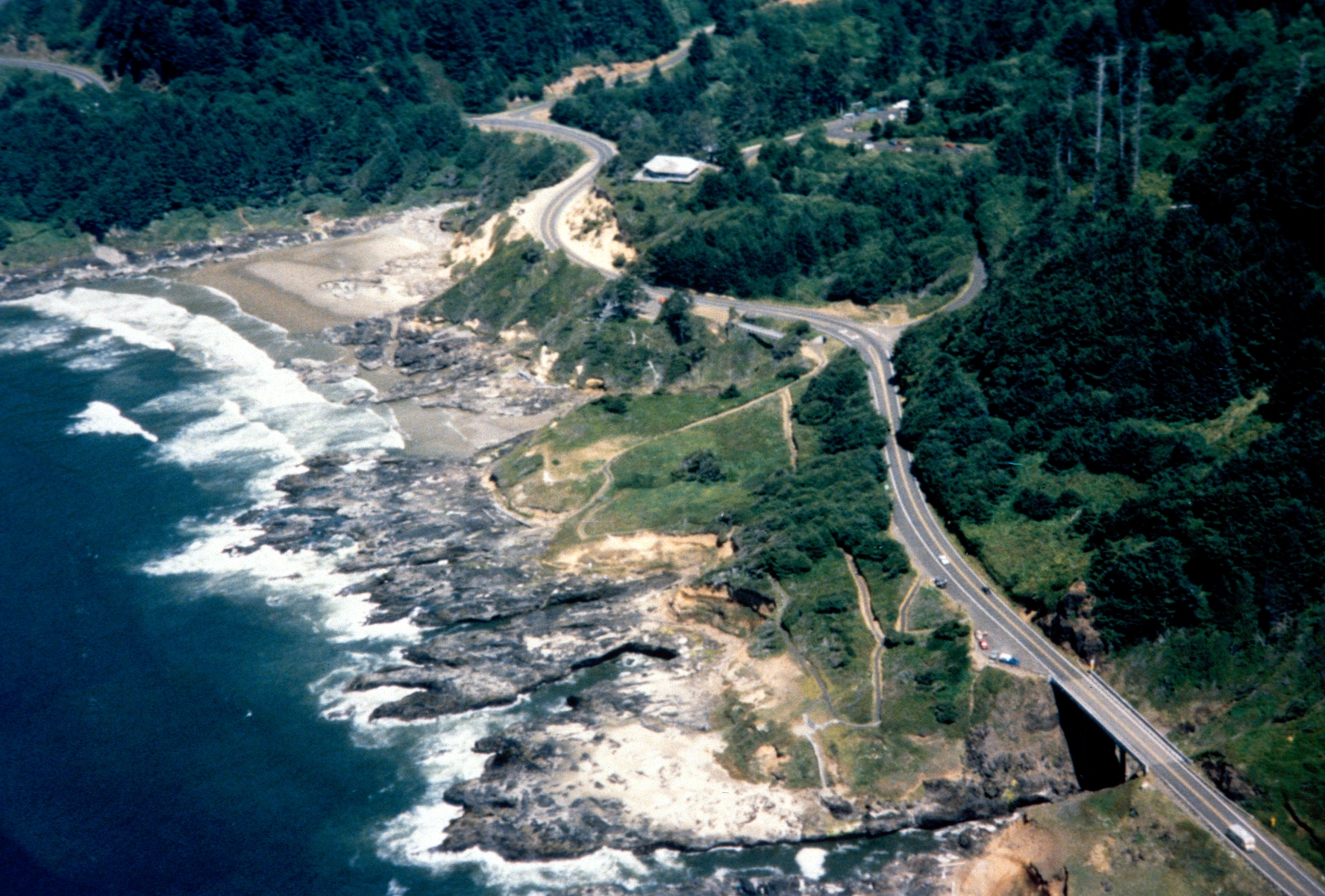
位於萊恩縣海岸線上的佩蓓角

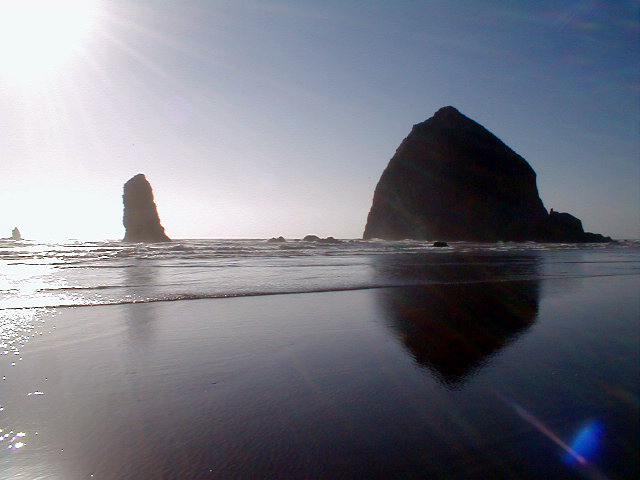
俄勒岡群島國家野生動物保護區

根據2000年人口普查，萊恩縣的總面積為4,722平方英里（12,230平方），其中有4,554平方英里（11,790平方），即96.45%為陸地；168平方英里（440平方），即3.55%為水域。本縣既是俄勒岡州面積第六大的縣份，亦是美國面積第77大的縣份。只有本縣和道格拉斯縣兩個縣份的疆界自太平洋延伸至喀斯喀特山脉。

### 毗鄰縣
萊恩縣的毗鄰縣皆為俄勒岡州的縣份。
- 林肯縣：西北方
- 本頓縣：北方
- 林縣 ：東北方
- 德舒特縣：東方
- 克拉馬斯縣：東南方
- 道格拉斯縣：南方

### 國家保護區
- 俄勒冈群岛国家野生动物保护区（部分）
- 赛乌斯劳国家森林（部分）
- 乌姆普夸国家森林（部分）
- 威拉米特国家森林（部分）

## 人口

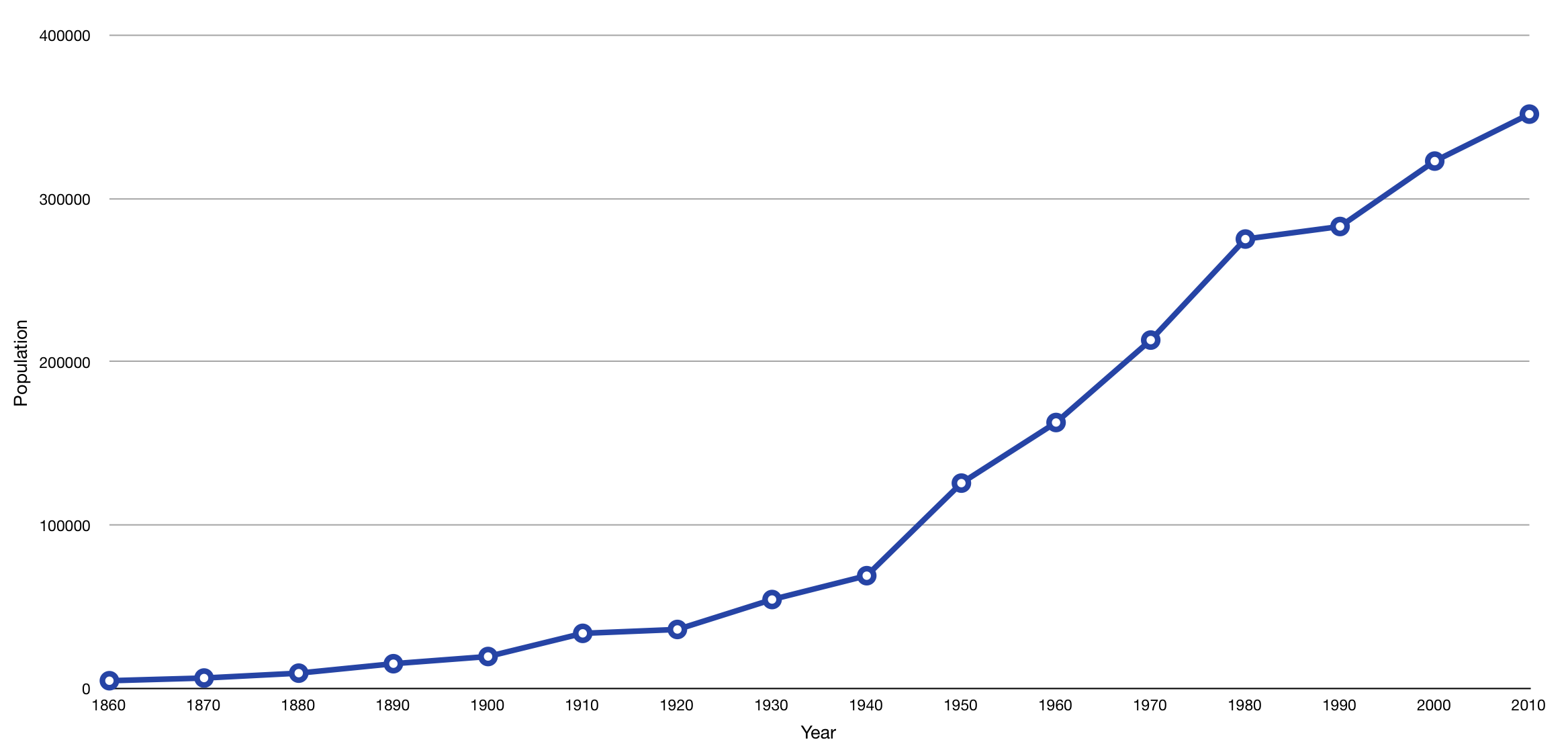
萊恩縣於1860年至2010年期間的人口上升趨勢

### 2010年
根據2010年人口普查，萊恩縣擁有351,715居民，比2000年上升了8.9%。人口在前五年大幅上升。萊恩縣是俄勒岡州入口第四多的縣。19.8%居民為18歲以下，比2000年下降了5.6%。縣擁有156,112 間房屋单位，其中93.5%有人居住，6.5%空置。
西班牙裔或拉丁美洲人佔了人口7.4%，比2000年上升了75.9%。而人口是由84.7%白人、0.9%黑人、1%土著、2.3%亞洲人、0.2%太平洋岛民、0.1%其他種族和3.4%混血构成。

### 2000年
根據2000年人口普查，萊恩縣擁有322,959居民、130,453住戶和82,185家庭。其人口密度為每平方英里71居民（每平方公里27居民）。本縣擁有138,946間房屋单位，其密度為每平方英里30間（每平方公里12間）。而人口是由90.64%白人、0.78%黑人、1.13%原住民、2%亞洲人、0.19%太平洋岛民、1.95%其他種族和3.32%混血构成。而西班牙裔或拉丁美洲人佔了人口4.61%。
在130,453住户中，有28.5%擁有一個或以上的兒童（18歲以下）、48.9%為夫妻、10%為單親家庭、37%為非家庭、26.6%為獨居、9.1%住戶有同居長者。平均每戶有2.42人，而平均每個家庭則有2.92人。在322,959居民中，有22.9%為18歲以下、12%為18至24歲、27.5%為25至44歲、24.4%為45至64歲以及13.3%為65歲以上。人口的年齡中位數為37歲，女子對男子的性別比為100：96.9。成年人的性別比則為100：94.7。
本縣的住戶收入中位數為$36,942，而家庭收入中位數則為$45,111。男性的收入中位數為$34,358，而女性的收入中位數則為$25,103，人均收入為$19,681。約9%家庭和14.4%人口在貧窮線以下，包括16.1%兒童（18歲以下）及7.5%長者（65歲以上）。

## 外部連結
- Official Lane County Website （页面存档备份，存于）
- Convention and Visitors Association of Lane County, Oregon （页面存档备份，存于）